# Exponenciální funkce

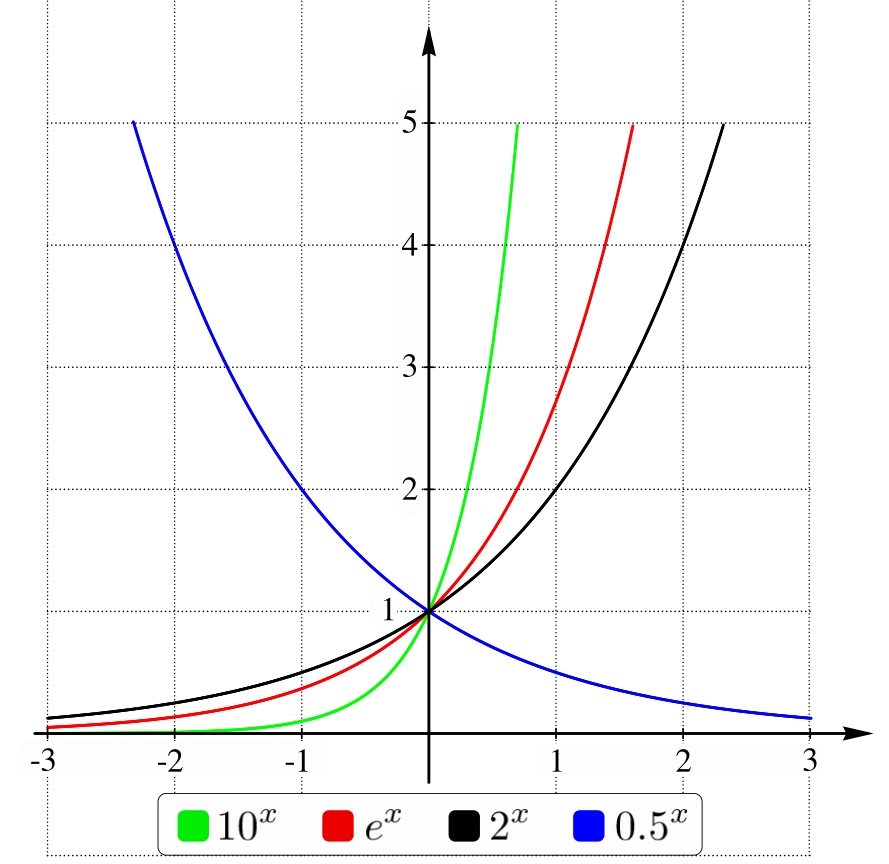
Grafy exponenciálních funkcí s různým základem na intervalu (-3;3)

Graf exponenciální funkce o základu na intervalu (-5;5)

Exponenciální funkce je matematická funkce ve tvaru {\displaystyle y=a^{x}}, kde {\displaystyle a} je kladná reálná konstanta různá od {\displaystyle 1}, která je nazývána základ. Exponent {\displaystyle x} je reálná nezávisle proměnná (argument), definici lze ovšem rozšířit na komplexní argumenty i na složitější objekty, zejména lineární operátory. Inverzní funkcí k exponenciální funkci je funkce logaritmus {\displaystyle \log _{a}(a^{x})=x.} Křivku, která je grafem exponenciální funkce, nazýváme exponenciála a často je tak nazývána i sama exponenciální funkce.
Exponenciální funkce neustále zrychluje svůj růst, má tzv. exponenciální růst, což je běžně používaný pojem. Je však používán i pojem exponenciální pokles. V přírodě se exponenciální růst vyskytuje například u šíření virů (např. nástup epidemie chřipky, exponenciální pokles pak při jejím ústupu) nebo dělení buněk v ideálním prostředí (růst však není nekonečný, ale narazí dříve či později na limity prostředí). V ekonomii je exponenciální růst u složeného úročení nebo žádoucí průběh ukazatele, který například odpovídá zvyšování odbytu nově uváděného zboží na trh v první fázi růstu (později se růst zpomalí a k jeho modelování lze použít např. logistickou funkci).

## Charakteristika
V oboru reálných čísel je exponenciální funkce {\displaystyle y=a^{x}}pro {\displaystyle a>1} (ostře) rostoucí, pro {\displaystyle a<1} (ostře) klesající.
Pro exponenciální funkci platí exponenciální identita:
{\displaystyle a^{(x+y)}=a^{x}\cdot a^{y}},
díky které je možné definovat hodnoty exponenciální funkce i pro jiné než celočíselné argumenty (viz část Definice článku Umocňování).
Derivací exponenciální funkce je opět exponenciální funkce vynásobená přirozeným logaritmem základu:
{\displaystyle (a^{x})'=a^{x}\cdot \ln a}.
Významnou roli má exponenciální funkce s takovým základem, že je přesně rovna své derivaci. Tímto základem je Eulerovo číslo {\displaystyle e\approx 2{,}718281828459} a tuto funkci {\displaystyle y=e^{x}} nazýváme přirozená exponenciální funkce. Zapisujeme ji také jako exp x, což umožňuje zápis v jednom řádku bez exponentů:
{\displaystyle \exp x=e^{x}}.
Důležitou exponenciální funkcí je také dekadická exponenciální funkce, která má základ rovný deseti, tedy {\displaystyle y=10^{x}}.
Exponenciální funkci s obecným základem lze převést na základ {\displaystyle e} pomocí vzorce {\displaystyle a^{x}=\exp(x\cdot \ln a)=e^{(x\cdot \ln a)}}.

## Formální definice

Exponenciální funkce (modrá) a součet prvních n + 1 mocnin výrazů vlevo (červená)

Exponenciální funkce ex může být charakterizována různými ekvivalentními způsoby. Zejména může být definována následující mocninnou řadou:
{\displaystyle e^{x}=\sum _{n=0}^{\infty }{x^{n} \over n!}=1+x+{x^{2} \over 2!}+{x^{3} \over 3!}+{x^{4} \over 4!}+\cdots }
Méně často je ex definováno jako řešení y rovnice
{\displaystyle x=\int _{1}^{y}{1 \over t}\mathrm {d} t}.
Lze ji definovat také následující limitou:
{\displaystyle e^{x}=\lim _{n\rightarrow \infty }\left(1+{\frac {x}{n}}\right)^{n}}.

## Vlastnosti exponenciální funkce reálného argumentu
V oboru reálných čísel pro každou exponenciální funkci {\displaystyle y=a^{x}} ({\displaystyle a>0}) platí:
- je zdola omezená
- je prostá
- je spojitá v každém bodě, ale není stejnoměrně spojitá na celém {\displaystyle \mathbb {R} }
- pro a > 1 je rostoucí, pro a ∈ (0; 1) klesající
- {\displaystyle a^{0}=1} (tedy graf exponenciální funkce prochází bodem [0;1])
- {\displaystyle a^{(x+y)}=a^{x}\cdot a^{y},} ve speciálním případě {\displaystyle \exp(x+y)=(\exp x)\cdot (\exp y)}.

## Exponenciála o základu e
Často používaný základ exponenciální funkce je Eulerovo číslo {\displaystyle e}, kdy ji nazýváme přirozená exponenciální funkce.
{\displaystyle y=e^{x}}
Funkce {\displaystyle e^{x}} je až na násobek jediné řešení diferenciální rovnice
{\displaystyle (e^{x})'=e^{x}}
Funkce {\displaystyle e^{x}} se obvykle definuje mocninnou řadou
{\displaystyle e^{x}=\sum _{j=0}^{\infty }{\frac {x^{j}}{j!}},}
která konverguje pro každé reálné i komplexní {\displaystyle x}. Obecná exponenciální funkce se pak dá definovat jako
{\displaystyle a^{x}=e^{x\ln \,a},}
kde {\displaystyle \ln \,a} je přirozený logaritmus čísla {\displaystyle a}.
Dosazením čistě imaginárního čísla {\displaystyle ix} do definice exponenciály dostáváme vztah
{\displaystyle e^{ix}=\cos x+i\sin x}.

## Derivace a diferenciální rovnice

Derivace exponenciální funkce je rovna hodnotě funkce. Tečna (červená) vedená libovolným bodem P grafu funkce (modrá) tvoří s kolmicí o velikosti h (zelená) pravoúhlý trojúhelník o základně b na ose x. Vzhledem k tomu, že sklon červené tečny (derivace) v bodě P se rovná poměru výšky trojúhelníku k základně trojúhelníku a derivace je rovna hodnotě funkce, musí se h rovnat poměru h a b. Proto musí být základna b vždy rovna 1

Důležitost exponenciální funkce v matematice a přírodních vědách pramení hlavně z vlastností její derivace, zejména:
{\displaystyle {\frac {\mathrm {d} }{\mathrm {d} x}}e^{x}=e^{x}}
Důkaz:
{\displaystyle {\begin{aligned}e^{x}&=1+x+{\frac {x^{2}}{2!}}+{\frac {x^{3}}{3!}}+{\frac {x^{4}}{4!}}+{\frac {x^{5}}{5!}}+\cdots \\{\mathrm {d}  \over \mathrm {d} x}e^{x}&={\mathrm {d}  \over \mathrm {d} x}\left(1+x+{\frac {x^{2}}{2!}}+{\frac {x^{3}}{3!}}+{\frac {x^{4}}{4!}}+{\frac {x^{5}}{5!}}+\cdots \right)\\&=0+1+{\frac {2x}{2!}}+{\frac {3x^{2}}{3!}}+{\frac {4x^{3}}{4!}}+{\frac {5x^{4}}{5!}}+\cdots \\&=1+x+{\frac {x^{2}}{2!}}+{\frac {x^{3}}{3!}}+{\frac {x^{4}}{4!}}+{\frac {x^{5}}{5!}}+\cdots \\&=e^{x}\\\end{aligned}}}
To znamená, že ex je svou vlastní derivací a tedy je jednoduchým příkladem pfaffovské funkce. Funkce tvaru cex (kde c je konstanta) jsou jediné funkce s touto vlastností (podle Picardovy–Lindelöfovy věty).
Tato vlastnost se dá vyjádřit i následujícími způsoby:
- Sklon grafu v libovolném bodě je hodnota funkce v tomto bodě.
- Tempo růstu funkce x je stejné jako hodnota funkce v bodě x.
- Funkce řeší diferenciální rovnici y′ = y.
- exp je pevný bod derivace.

Krom toho u diferencovatelné funkce f(x) používáme řetízkové pravidlo:
{\displaystyle {\mathrm {d}  \over \mathrm {d} x}e^{f(x)}=f'(x)e^{f(x)}}

## Vztah logaritmické a exponenciální funkce
Exponenciální a logaritmická funkce jsou navzájem inverzní, tedy platí:
{\displaystyle f:y=a^{x}}, {\displaystyle f^{-1}:y=log_{a}x}.
Grafy těchto funkcí jsou osově souměrné podle přímky {\displaystyle y=x}.

## Řetězové zlomky pro exponenciální funkci
Řetězový zlomek pro ex lze získat prostřednictvím Eulerovy rovnosti:
{\displaystyle e^{x}=1+{\cfrac {x}{1-{\cfrac {x}{x+2-{\cfrac {2x}{x+3-{\cfrac {3x}{x+4-\ddots }}}}}}}}}
Následující celkový řetězový zlomek pro ez konverguje mnohem rychleji:
{\displaystyle e^{z}=1+{\cfrac {2z}{2-z+{\cfrac {z^{2}}{6+{\cfrac {z^{2}}{10+{\cfrac {z^{2}}{14+\ddots }}}}}}}}}
nebo použitím substituce {\displaystyle z=\left({\frac {x}{y}}\right)}:
{\displaystyle e^{\frac {x}{y}}=1+{\cfrac {2x}{2y-x+{\cfrac {x^{2}}{6y+{\cfrac {x^{2}}{10y+{\cfrac {x^{2}}{14y+\ddots }}}}}}}}}
zvláštní případ pro z = 2:
{\displaystyle e^{2}=1+{\cfrac {4}{0+{\cfrac {2^{2}}{6+{\cfrac {2^{2}}{10+{\cfrac {2^{2}}{14+\ddots \,}}}}}}}}=7+{\cfrac {2}{5+{\cfrac {1}{7+{\cfrac {1}{9+{\cfrac {1}{11+\ddots \,}}}}}}}}}
Tento vzorec také konverguje, ale pomaleji, protože z > 2. Například:
{\displaystyle e^{3}=1+{\cfrac {6}{-1+{\cfrac {3^{2}}{6+{\cfrac {3^{2}}{10+{\cfrac {3^{2}}{14+\ddots \,}}}}}}}}=13+{\cfrac {54}{7+{\cfrac {9}{14+{\cfrac {9}{18+{\cfrac {9}{22+\ddots \,}}}}}}}}}

## Exponenciála operátorů
Mocninná řada v definici exponenciály umožňuje definovat exponenciálu i mnohem komplikovanějších objektů, než jsou komplexní čísla, zejména matic a operátorů. Mocniny a součty operátorů, respektive matic, jsou dobře definované a příslušná řada konverguje.

## Komplexní exponenciála
Stejně jako v reálném případě, exponenciální funkce může být definována na komplexní rovině několika ekvivalentními způsoby. Jeden takový způsob je definice mocninnou řadou, kde je reálná proměnná nahrazena komplexní:
{\displaystyle e^{z}=\sum _{n=0}^{\infty }{\frac {z^{n}}{n!}}}
Další takový způsob vychází ze zavedení následujícího komplexního čísla {\displaystyle z} pomocí reálného čísla {\displaystyle y}:
{\displaystyle z=\cos y+i\sin y\ \ \ \ \ \Rightarrow \ \ \ \ \ {\frac {dz}{dy}}=-\sin y+i\cos y=i\left(\cos y+i\sin y\right)=iz\ \ \ \ \ \Rightarrow \ \ \ \ \ {\frac {dz}{z}}=idy}
z čehož plyne:
{\displaystyle \int _{}^{}{{\frac {1}{z}}dz}=i\int _{}^{}{dy}\ \ \ \ \ \Rightarrow \ \ \ \ \ \ln z=iy\ \ \ \ \ \Rightarrow \ \ \ \ \ z=e^{iy}\ \ \ \ \ }(Eulerův vzorec)
tj. pak můžeme psát:
{\displaystyle e^{x+iy}=e^{x}e^{iy}=e^{x}\left(\cos y+i\sin y\right)=e^{x}\cos y+ie^{x}\sin y=\varphi _{Re}(x,y)+i\varphi _{Im}(x,y)}
kde dále uvedený Jacobián vychází následovně:
{\displaystyle \left|{\begin{matrix}{\frac {\partial \varphi _{Re}}{\partial x}}&{\frac {\partial \varphi _{Re}}{\partial y}}\\{\frac {\partial \varphi _{Im}}{\partial x}}&{\frac {\partial \varphi _{Im}}{\partial y}}\\\end{matrix}}\right|=\left|{\begin{matrix}e^{x}\cos y&-e^{x}\sin y\\e^{x}\sin y&e^{x}\cos y\\\end{matrix}}\right|=\left(e^{x}\cos y\right)^{2}+\left(e^{x}\sin y\right)^{2}=\left|e^{x+iy}\right|^{2}}

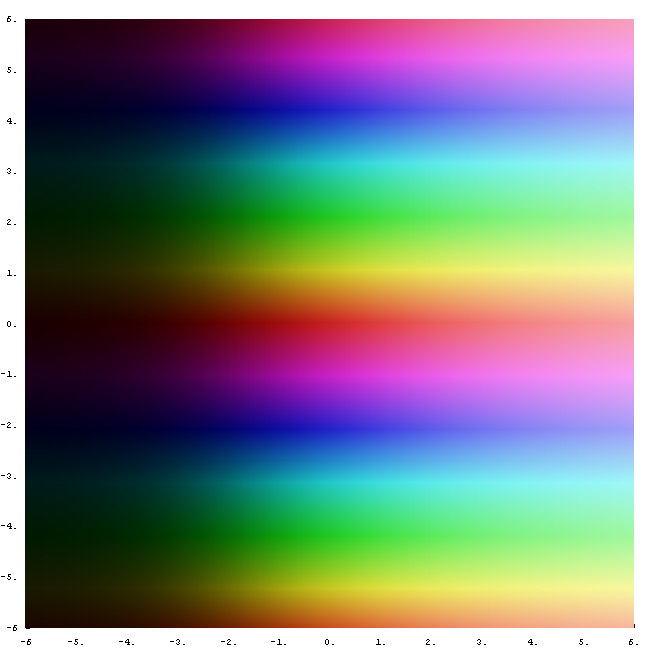
Exponenciální funkce na komplexní rovině. Přechod ze tmavých do světlých barev ukazuje, že velikost exponenciální funkce se zvětšuje na pravé straně. Periodické vodorovné pruhy naznačují, že exponenciální funkce je periodická v imaginární části svých argumentů

Uvažujeme-li funkci definovanou na komplexní rovině, pak exponenciální funkce zachovává tyto vlastnosti:
- {\displaystyle e^{z+w}=e^{z}e^{w}\,}
- {\displaystyle e^{0}=1\,}
- {\displaystyle e^{z}\neq 0}
- {\displaystyle {\frac {\mathrm {d} }{\mathrm {d} z}}e^{z}=e^{z}}
- {\displaystyle \left(e^{z}\right)^{n}=e^{nz},n\in \mathbb {Z} }

pro všechny z a w.
Exponenciální funkce je celá funkce neboť je holomorfní na celé komplexní rovině. Každé komplexní číslo kromě 0 má při exponenciální funkci svůj vzor; to znamená, že 0 je lacunární hodnota exponenciální funkce. Ilustruje tedy malou Picardovu větu, že jakákoli nekonstantní celá funkce má ve svém obrazu až na jeden bod celou komplexní rovinu.
Rozšířením přirozeného logaritmu do komplexní roviny získáme komplexní logaritmus ln z, což je vícehodnotová funkce.
Pak můžeme definovat obecnou mocninu:
{\displaystyle z^{w}=e^{w\ln z}}
pro všechna komplexní čísla z a w. To je také vícehodnotová funkce, a to i když z je reálné. Tento fakt je poněkud problematický, neboť vícehodnotové funkce ln z a zw lze lehce zaměnit s jejich jednohodnotovými ekvivalenty dosazením reálného čísla za z. Pravidlo o násobení exponentů v případě pozitivních reálných čísel musí být upraveno pro vícehodnotový kontext:
(ez) w
  ≠ ezw, ale spíše (ez) w
  = e(z + 2πin)w vícehodnotový po celých číslech n.
Exponenciální funkce zobrazuje každou přímku v komplexní rovině na logaritmické spirály v komplexní rovině se středem v počátku. Existují dva zvláštní případy: když původní přímka je rovnoběžná s reálnou osou, výsledná spirála se nikdy neuzavírá do sebe; a když původní přímka je rovnoběžná s imaginární osou, výsledná spirála je kruh o nějakém poloměru.

Exponenciální funkce na komplexní rovině
z = Re(ex + iy)
z = Im(ex + iy)